# Ochthebius martini
Ochthebius martini är en skalbaggsart som beskrevs av Henry Clinton Fall 1919. Ochthebius martini ingår i släktet Ochthebius och familjen vattenbrynsbaggar. Inga underarter finns listade i Catalogue of Life.